# Oxydesmus episemus
Oxydesmus episemus är en mångfotingart som beskrevs av Carl Graf Attems 1899. Oxydesmus episemus ingår i släktet Oxydesmus och familjen Oxydesmidae. Inga underarter finns listade i Catalogue of Life.